# 潘崮
潘崮（1922年—），原名潘皋龄，男，奉天蓋平县（今辽宁盖州市）人，中国舞台美术家，曾任中国舞台美术学会副会长。